# Sillkinchani
Sillkinchani es un sitio arqueológico ubicado entre el distrito de Saylla y el distrito de San Jerónimo, ambos en la provincia de Cuzco en la región Cusco, Perú. Fue un sitio histórico que tuvo una ocupación continua desde el período Intermedio Tardío (cultura killke) hasta el Horizonte Tardío (cultura inca).
Sillkinchani se ubica a unos 7 km al sureste de la ciudad del Cusco, en una ladera orientada hacia el este. Se han identificado tres subsectores:
- Subsector I, el mejor conservado, consta de nueve recintos rectangulares tipo kallanka ordenados en tres hileras paralelas;
- Subsector II, descubierto en 1998, al noroeste del anterior, que sería una kancha inka, el más reciente; y
- Subsector III, al sur, que consta de terrazas y recintos rectangulares.

La resolución de declaratoria como Patrimonio Cultural del Instituto Nacional de Cultura es la RDN 1262-2010/INC del 16 de junio de 2010.
La principal amenaza al sitio es la erosión y como amenazas secundarias se encuentran la probabilidad de deslizamientos del terreno y derrumbes en la misma infraestructura.

## Galería de imágenes

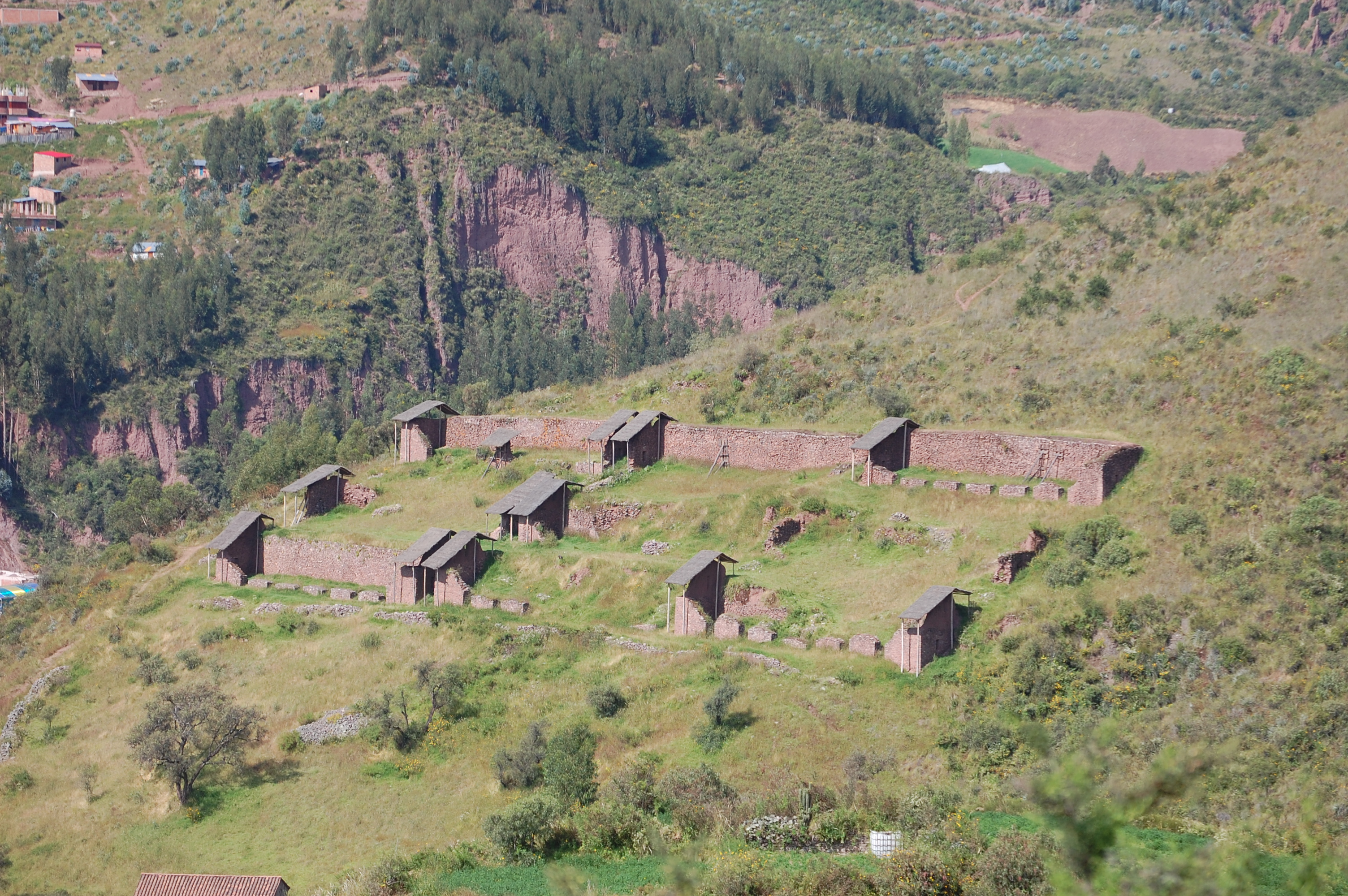
Sitio visto desde la Granja Kayra
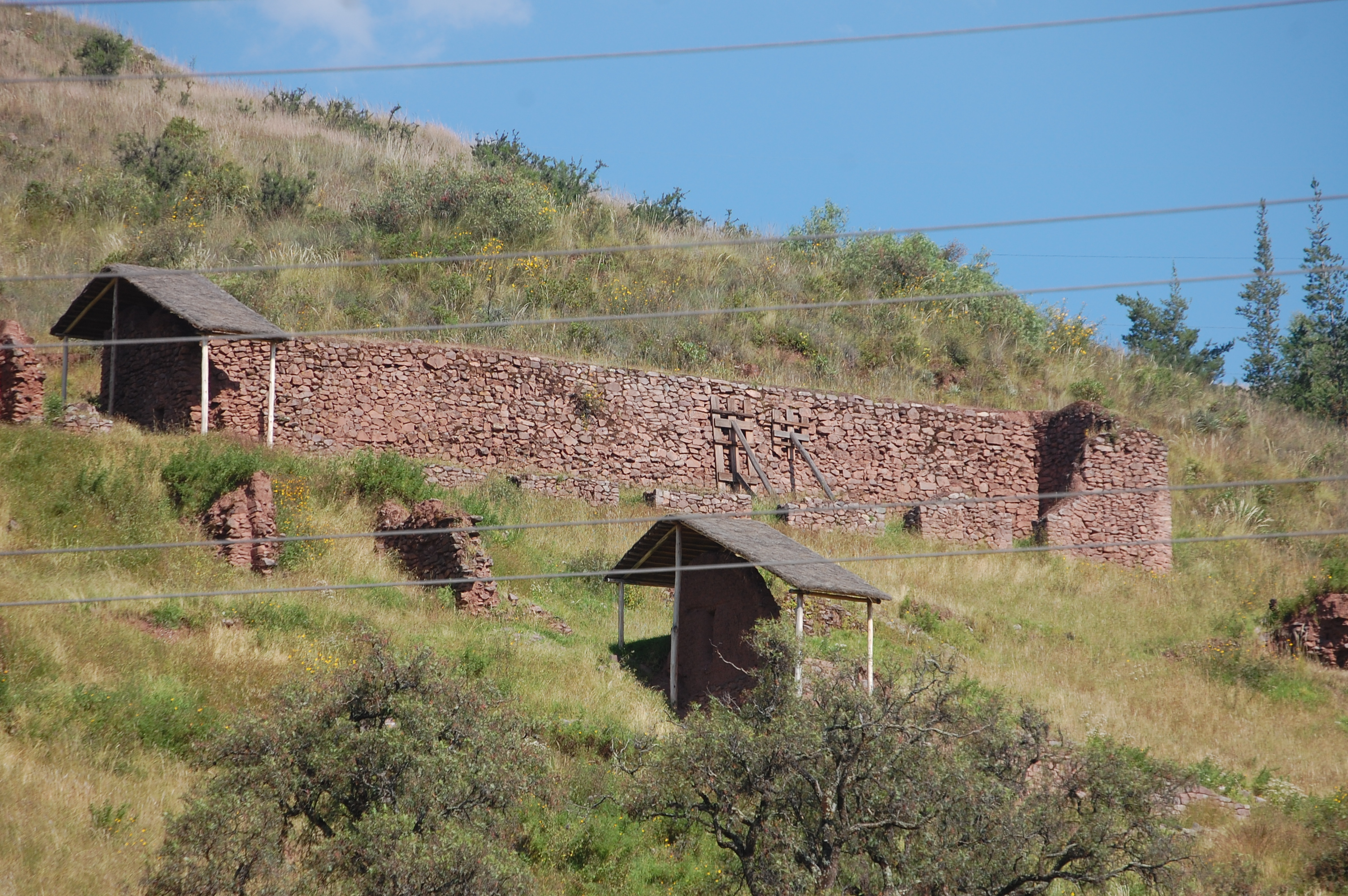
Otro muro del complejo